# Joldești
Joldești – wieś w Rumunii, w okręgu Botoszany, w gminie Vorona. W 2011 roku liczyła 1269 mieszkańców.